# فرديناند الثاني ملك البرتغال

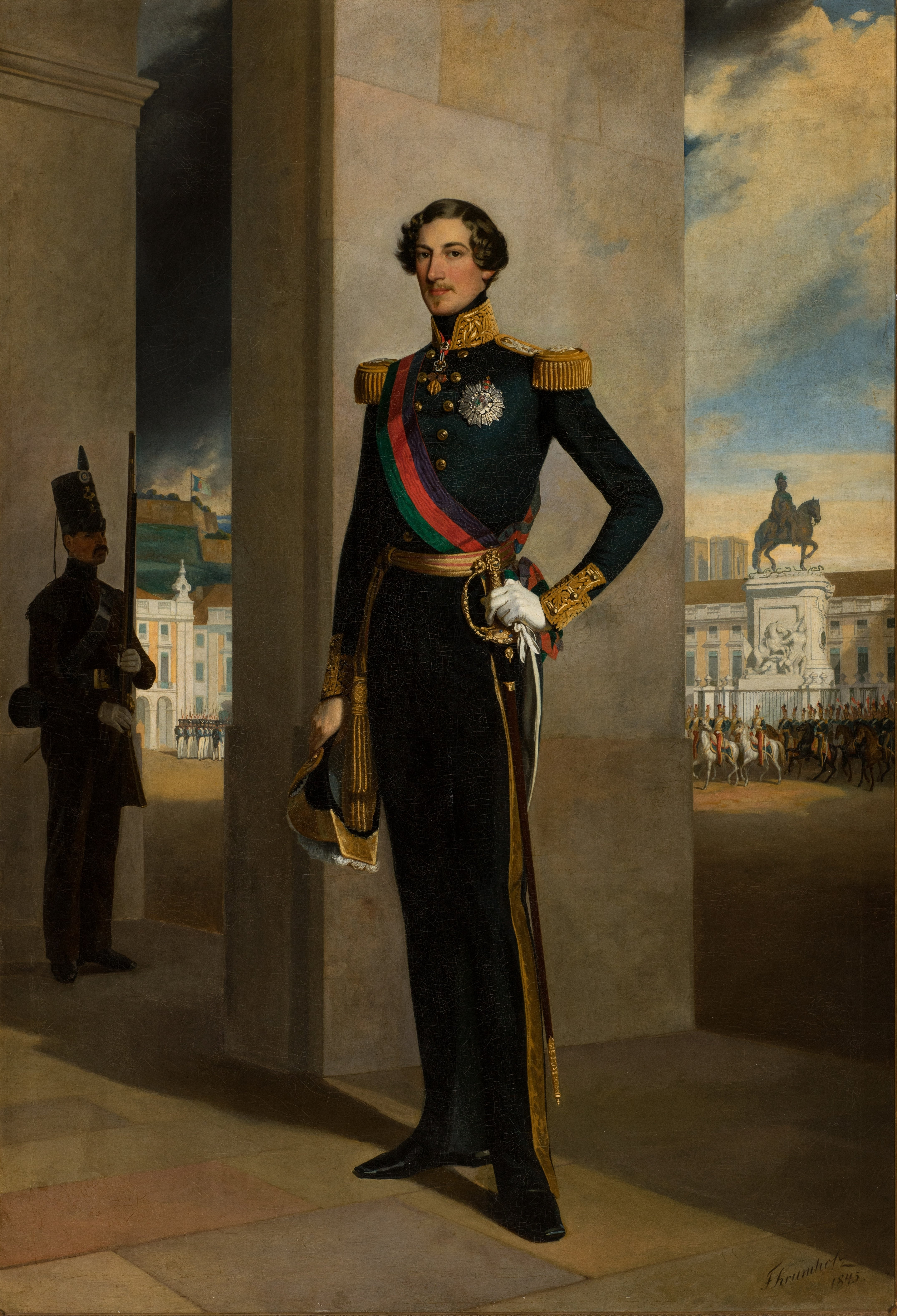
فرناندو الثاني ملك البرتغال

فرناندو الثاني (بالبرتغالية: Fernando II de Portugal‏) (29 أكتوبر 1816 ؛ فيينا- 15 ديسمبر 1885؛ لشبونة) هو ملك البرتغال بحكم القانون بالمشاركة مع زوجته ماريا الثانية ابنة إمبراطور البرازيل وملك البرتغال والغرب بيدرو الأول والرابع الذي يعتبر زوجها الثاني تزوجته بعد وفاة زوجها الأول أوغست، دوق ليشتنبرغ حفيد الإمبراطورة فرنسا جوزفين زوجة نابليون الأول ولكنه لم يسمَى ملكاً لأنه توفي بعد شهرين من زواجهما دون انجاب لأبناء، فرناندو تزوجته في عام 1835 ولكنه لم سمياً ملكاً على البرتغال إلا بعد انجبهما طلفهما الأول وفي المستقبل «بيدرو الخامس» عام 1837 وبذلك أصبح ملك البرتغال حتى وفاة زوجته في 1853 بعد ولادة ابنهما الأخير والذي توفي بعد وفاة الملكة بقليل، وأيضا كان حاكم البرتغال (وصي العرش) على ابنه القاصر حتى 1855، رفض تولى العرش في إسبانيا عام 1869؛ بعد وفاة زوجته تزوج مرة أخرى من الفنانة أوبرا إليز هينسلر عام 1869 وعاش معها سنواته الأخيرة في قصر بناه قرب سينترا في القصر بينا الوطني .

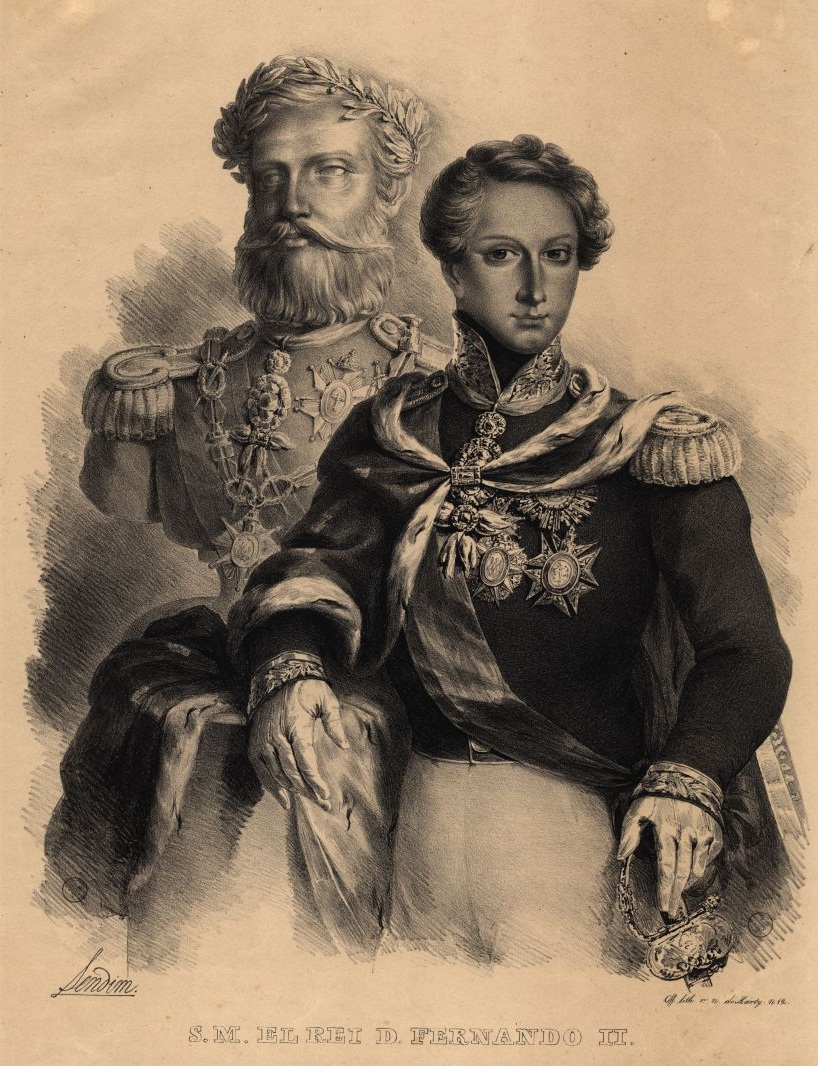
فرناندو الثاني وخلفه بيدرو الرابع ذو لحية

هو ابن الأمير الأمير فرديناند من ساكس-كوبرغ وغوتا الابن الثاني لـ فرانز، دوق ساكس-كوبرغ-زالفلد، وشمل أعمامه ليوبولد الأول ملك بلجيكا وفيكتوريا، دوق كينت والدة فيكتوريا ملكة بريطانيا العظمى، وأيضا يعتبر زوجها الأمير ألبرت ابن عمه.
أيضا هو جد ملك رومانيا فرديناند الأول وملك البرتغال كارلوس الأول وملك ساكسونيا فريدرش أوغسطس الثالث وماريا يوزفا، أرشيدوقة أوتو فرانز من النمسا والدة كارل الأول إمبراطور النمسا-المجر.